# Mittenheim
Mittenheim ist ein Gemeindeteil von Oberschleißheim im oberbayerischen Landkreis München.

## Geschichte

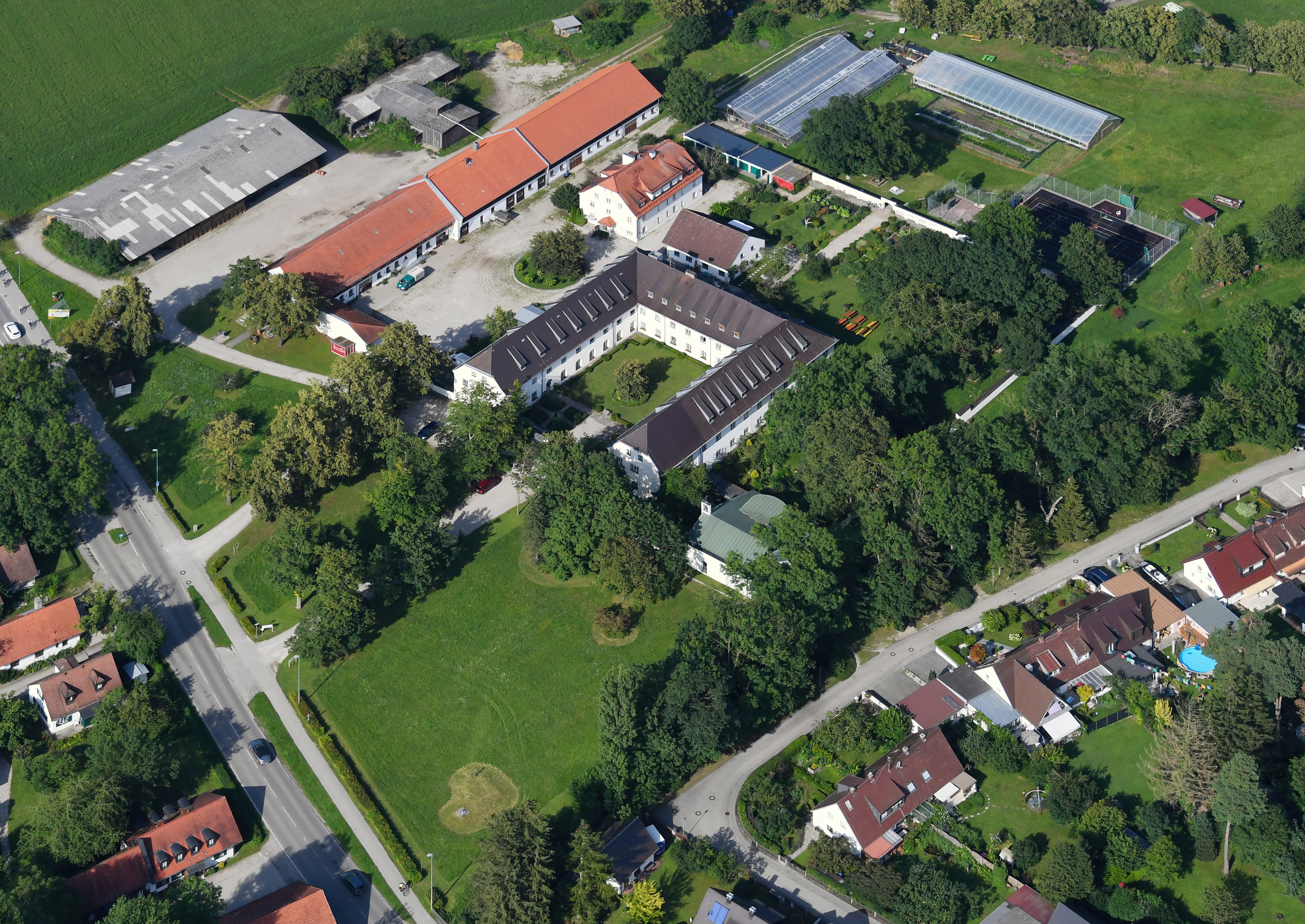
Ehemaliges Franziskanerkloster in Mittenheim

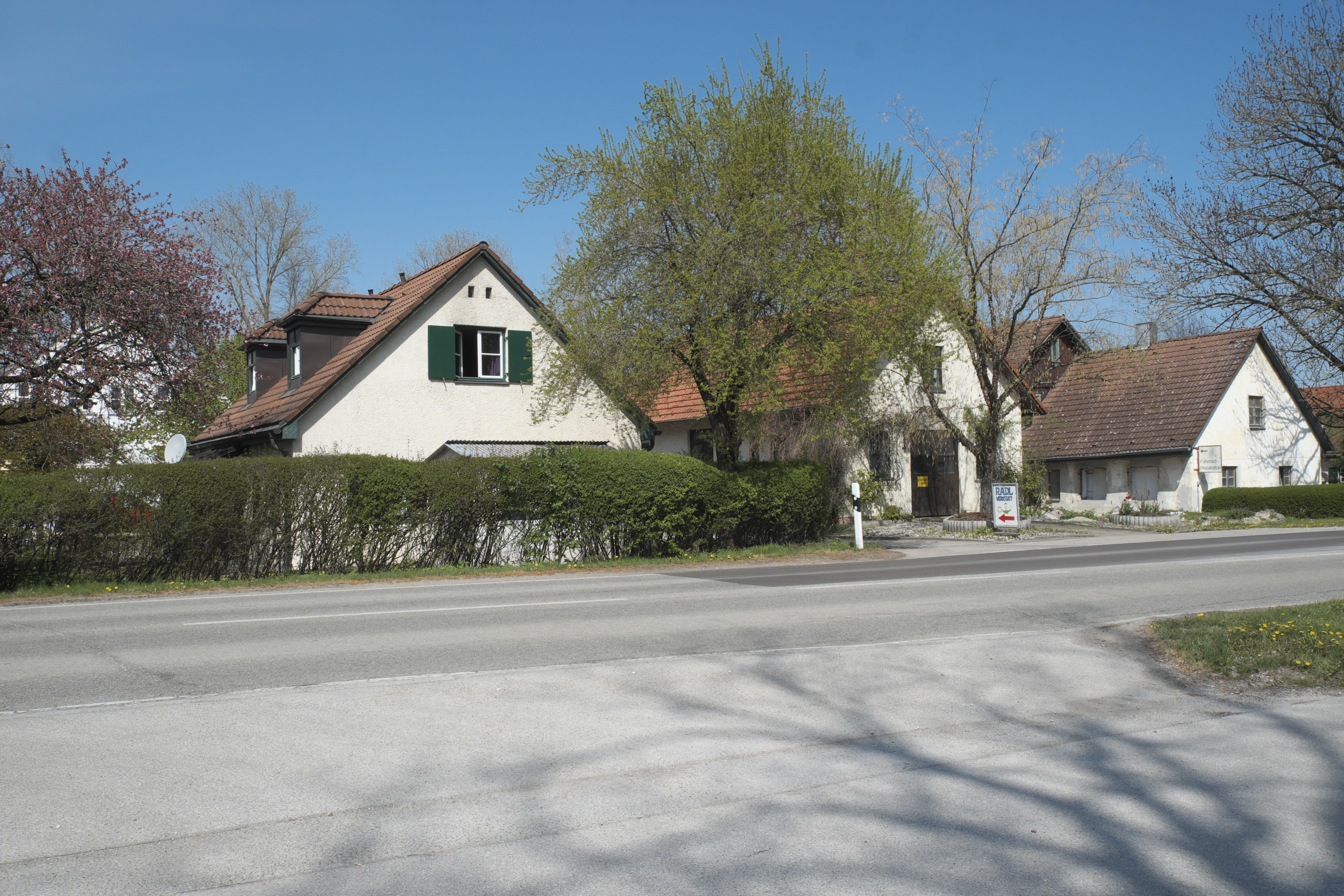
Ehemalige Tagelöhnerhäuser

Am 2. September 1716 gab Kurfürst Maximilian II. Emanuel (1662–1726) vor dem Landgericht Dachau zu Protokoll: „dass er gesonnen sei, zu Schleißheim für zehn Patres und zwei Laienbrüder ein Kloster samt Kirche errichten zu lassen“. Die Franziskaner führten das neu gegründete Kloster Mittenheim bis zur Säkularisation in Bayern in den Jahren 1802/03.
In den 1950er Jahren übernahm der Katholische Männerfürsorgeverein München den Besitz und richtete 1966 darin das Haus St. Benno ein.
Die südlich angrenzende Siedlung entstand Ende der 1930er Jahre. Die auf der anderen Seite der Landstraße nach Unterschleißheim liegenden fünf Tagelöhnerhäuser entstanden im 19. Jahrhundert.

## Bevölkerungsentwicklung
| Jahr      | 1871 | 1925 | 1950 | 1970 | 1987 |
| Einwohner | 41   | 109  | 352  | 208  | 143  |